# وراثة مندلية
قانون مندل الثاني
ان قانون مندل في التوزيع الحر للجينات Independent Assortment ينص على (تتوزع الجينات المختلفة بصورة مستقلة عن بعضها البعض في الهجين الوراثي). اذا ما تم تضريب Crossing نباتين من البزاليا ويكونان مختلفين بصفتين ولذا يدعي هذا النظام من التهجين بالتهجين الثنائي الصفة ان التوزيع الحر للجينات يحدث في الجيل الثاني F2 ويمكن توضيح ذلك من خلال تضريب نباتين ذات صفات مختلفة ونتيجة التضريب هي نباتات الجيل الاول F1 التي تكون ذات صفة واحدة فقط ويكون مظهرها الخارجي Phenotype معتمدا على الصفات ان كانت متغلبة او متنحية. أما في الجيل الثاني F2 فتتوزع كل صفة عن الاخرى متمثلة بجيناتها ولهذا يسمى هذا بالقانون الحر او المستقل لتوزيع الجينات. 
:Example 1
تم تضريب نبات طويل (TT) Tall وله ازهار حمراء اللون Red (RR) وبهذا يكونTall – Red ورمز النبات TTRR مع نبات اخر قصير الساق Short (tt) وازهاره بيضاء اللون (rr) white وبهذا يكون تركيبة الوراثي White (ttrr)صفتي النبات الطويل ولون الازهار الاحمر متغلبة ، بينما صفتي قصر النبات ولون الازهار البيضاء متنحية والتضريب كما يلي:۔ 
الحل:
Parent (P.)         Tall-Red    TTRR ×  ttrr    Short- White 
Gamete (G.)                            P1          P2 
First Filial (F1)                            TtRr   (Tall-Red)     
تم بعد ذالك تضريب Crossing افراد الجيل الأول مع بعضها Self – Pollination وكما يلي:  
Parent (P.)                           TtRr          ×             TtRr 
Gamete (G.)                TR, Tr, tR, tr              TR, Tr, tR, tr 
ونعمل الجدول الاتي للحصول على نباتات الجيل الثاني :
| tr   | tR   | Tr   | TR   | F2 |
| TtRr | TtRR | TTRr | TTRR | TR |
| Ttrr | TtRr | TTrr | TTRr | Tr |
| ttRr | ttRR | TtRr | TtRR | tR |
| ttrr | ttRr | Ttrr | TtRr | tr |

۹       :   ۳            :        ۳        :          1         
Red-tall : white-tall : Short-Red : Short-White    
2 Xample :
تم اجراء التضريب بين نباتات بزاليا ذات بذور مدورة ولون اصفر واخرى ذات بذور مجعدة ولون اخضر صفتي البذور المدورة SS واللون الاصفر YY متغلبة بينما صفتي البذور المجعدة ss واللون الاخضرyy  متنحية. اجري عملية التضريب للجيلين الاول و الثاني F1 and F2  مع ذكر افراد و نسب المظهر الخارجي والتركيب الوراثي .
مصطلحات
الجين : هي قسم من الحمض النووي الريبوزي منقوص الأوكسجين، DNA وهي مسؤولة عن مهام مختلفة مثل صنع البروتينات، وتشكل جدائل الحمض النووي الطويلة مع الكثير من الجينات الكروموسومات، حيث توجد جزيئات الحمض النووي DNA في الكروموسومات وتتوضع هذه الكروموسومات داخل نواة الخلية. والكروموسوم هو جزيء مفرد طويل من الحمض النووي DNA ويحتوي هذا الحمض على معلومات وراثية مهمة. 
الجين السائد: dominant gene هو الجين الذي يطغى اثره على الجين المتنحي عند اجتماعهما في خلايا الكائن الحي ويرمز له بحرف لاتيني كبير. 
الجين المتنحي :Recessive gene هو الجين الذي يختفي تأثيره عندما يجتمع مع جين سائد ويرمز له بحرف لاتيني صغير . 
الصفة السائدة :dominant Character هي الصفة الوراثية التي تظهر في الطراز الشكلي للجيل الأول نتيجة تزاوج كائنين يختلفان عن بعضهما في زوج الصفات المتضادة ويرمز لها بحرف لاتيني كبير. 
الصفة المتنحية :Recessive Character هي الصفة الوراثية التي لا تظهر في الطراز الشكلي للجيل الأول وتظهر في الجيل الثاني ويرمز لها بحرف لاتيني صغير . 
الطرز الجينية: Genotype   الصفات الوراثية التي يحملها الفرد على شكل جينات .بمعنى أن الطراز الجيني هو تركيب الجينات في الفرد. وهو المسؤول عن تكوين الطرازالشكلي (المظهري (. 
الطرز الشكلية (المظهرية(: هي صفات الكائن الحي المظهرية التي نراها بالعين ( مثل الطول والقصر) أو الوظيفية أو التركيبية الناتجة عن تأثير الجينات وعوامل البيئة . 
الكروموسومات :Chromosome  تراكيب خيطية الشكل، موجودة داخل النواة تحتوي على مادة DNA المسؤولة عن حمل الجينات الوراثية.
النبات الهجين (خليط/ غير نقي (: هو نبات يحمل جينين لصفة ما أحدهما سائد والآخر متنحي ويرمز لهما بحرف لاتيني كبير وآخر صغير لنفس الحرف .  
الوراثة المندلية هي أحد أنواع الوراثة البيولوجية التي تتبع القوانين المُقترحة في الأصل من قبل غريغور مندل في عامي 1865 و 1866 والتي أُعيد اكتشافها في عام 1900. أثارت قوانين مندل الجدل في البداية. أصبحت النظريات التي اقترحها مندل جوهر علم الوراثة الكلاسيكية بعد أن دُمِجت من قبل توماس هانت مورغان مع نظرية بوفيري-ساتون للكروموسوم.
دُمجت هذه النظريات أيضًا من قبل رونالد فيشر الإحصائي عالم الأحياء التطوري مع نظرية الانتقاء الطبيعي في كتابه «النظرية الوراثية في الانتقاء الطبيعي» في عام 1930 واضعًا التطور على أساسٍ رياضي ومشكلًا الأساس لعلم الوراثة السكانية ضمن الاصطناع التطوري الحديث.

## التاريخ
تعود تسمية الوراثة المندلية إلى غريغور يوهان مندل راهب مورافيا في القرن التاسع عشر. وضع مندل أفكاره بعد أن أجرى تجارب عدةٍ على ما يقارب 5000 نبتةٍ من نباتات البازلاء التي زرعها في حديقة الدير بين عامي 1856 و 1863 وتوصّل إلى تعميمين يُعرفان الآن باسم مبادئ مندل للوراثة أو الوراثة المندلية. لم تجذب استنتاجات مندل اهتمام العلماء ظنًا من أنها غير قابلةٍ للتطبيق على الرغم من أنها لم تكن غريبةً عنهم حتى مندل الذي اعتقد أن هذه الاستنتاجات لا تنطبق إلا على فئاتٍ معينةٍ من الأنواع أو الصفات. كانت إحدى العقبات الكبرى التي تقطع سبيل فهم أهمية هذه الاستنتاجات هي الاهتمام الذي أُعطى إلى المزج الواضح للعديد من الصفات الموروثة في المظهر العام للنسل التي تُعرف بأنها ناتجةٌ عن تفاعلاتٍ متعددة الجينات على عكس الصفات الثنائية النوعية للعضو المدروسة من قِبل مندل.
أُعيد اكتشاف عمل مندل من قبل ثلاثة علماءٍ أوروبيين: هوغو دي فريس، وكارل كورينس، وإريك فون تششرماك، مما جعل المندلية نظريةً مهمةً ومثيرةً للجدل. كان ويليام بيتسون هو المروج الأقوى في أوروبا حيث صاغ مصطلحي «علم الوراثة» و «الأليل» لوصف العديد من مبادئه. عارض العديد من العلماء نموذج الوراثة لأنه يدل على أن الوراثة فيه كانت متقطعةً مقابل التباين المستمر الظاهر للعديد من الصفات؛ ورفض العديد من علماء الأحياء أيضًا النظرية لأنهم لم يكونوا متأكدين من أنها ستنطبق على جميع الأنواع.
أظهر العمل اللاحق الذي أنجزه علماء الأحياء والإحصاء مثل رونالد فيشر أنه إذا كانت هناك عدة عوامل مندلية متورطة في التعبير عن صفةٍ فردية فإنها يمكن أن تنتج النتائج المتنوعة التي لوحظت، وبالتالي أظهرت أن علم الوراثة المندلية متوافق مع الانتقاء الطبيعي.
دمج توماس هانت مورغان ومساعداه في وقت لاحق النموذج النظري لمندل مع نظرية كروموسوم الوراثة حيث كان يعتقد أن كروموسومات الخلايا تحتوي على المادة الوراثية الفعلية وخلقت ما يُعرف الآن باسم علم الوراثة الكلاسيكية. يعتبر هذا أساسًا ناجحًا للغاية وبأنه خلّد اسم مندل في التاريخ.

## قوانين مندل
اكتشف مندل أنه عند تهجين أزهار بيضاءٍ أصيلة وأزهارًا أرجوانيةً لنبات البازلاء فلم تكن النتيجة مزيجًا لهما حيث حصل على نباتات جيلٍ أول (F1)أرجوانية اللون. ترك مندل هذه النباتات تُلقّح ذاتيًا فحصل على نسبة تقارب 3 أرجوانية مقابل 1 بيضاء وسمّيت هذه النباتات الناتجة بأفراد الجيل الثاني (F2).
ابتكر مندل بعد ذلك فكرة وحدات الوراثة والتي أطلق عليها اسم «العوامل»، ووجد أن هناك أشكالًا بديلة من العوامل -تسمى الآن الجينات- والتي تتسبب في الاختلافات في الصفات الموروثة. فمثلًا توجد مورّثة لون الزهرة في نباتات البازلاء على شكلين أحدهما للأرجواني والأخر للأبيض، وتسمى الآن الأشكال البديلة بالأليلات. يرث الكائن الحي أليلين لكل صفة بيولوجية (واحد من كل والد).
افترض مندل أن أزواج الأليل تنفصل بشكلٍ عشوائي أو تنفصل عن بعضها البعض أثناء إنتاج الأمشاج (البييضة والحيوانات المنوية). يحمل الحيوان المنوي أليل واحد لكل صفة موروثة أثناء إنتاج الأمشاج بسبب انفصال أزواج الأليل. يساهم كل من الحيوان المنوي والبييضة بأليل عند اتحادهما أثناء الإخصاب مع بعضهما ويستعيد الحالة الزوجية في النسل. يُسمى هذا بقانون الفصل. وجد مندل أيضًا أن كل زوج من الأليلات ينفصل بشكلٍ مستقل عن أزواج الأليلات الأخرى أثناء تكوين المشيج، وهذا ما يُعرف باسم قانون التوزيع المستقل.

## صفة مندلية
الصفة المندلية هي تلك التي يُسيطَر عليها بواسطة موضع واحد في نمط الوراثة، فيمكن مثلًا أن يؤدي حدوث طفرة في جين واحد إلى مرض وراثي وفقًا لقوانين مندل كفقر الدم المنجلي، ومرض تاي ساكس، والتليف الكيسي.

## وراثة غير مندلية
شرح مندل الوراثة من ناحية العوامل المنفصلة -الجينات- التي تنتقل من جيلٍ إلى جيل وفقًا لقواعد الاحتمال. تُعتبر قوانين مندل صالحة لجميع الكائنات التي تتكاثر جنسيًا بما في ذلك نباتات البازلاء والكائنات البشرية.لا تُفسّر قوانين مندل بعض الأنماط الوراثية، فبالنسبة لمعظم الكائنات التي تتكاثر عن طريق الاتصال الجنسي إن الحالات التي تكون فيها قوانين مندل مسؤولة بشكل صارم عن أنماط الوراثة نادرة نسبيًا وغالبًا ما تكون أكثر تعقيدًا.

## مندل وعلم الوراثة

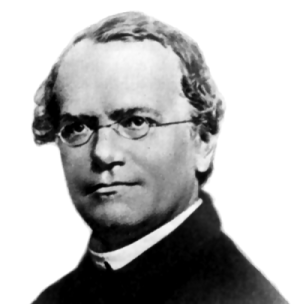
مندل

يعد جريجور مندل واضع حجر الأساس لعلم الوراثة، وهو أول من توصل إلى نتائج ذات أهمية في هذا العلم. وفي خلال فترة عمله مدرساً للفيزياء والأحياء والتاريخ الطبيعي في مدرسة برون الثانوية في تشيكوسلوفاكيا، كان مندل يزرع نبات البازلاء في حديقة الدير الذي يعيش فيه، بهدف البحث عن الكيفية التي يتم بها انتقال الصفات الوراثية من الآباء إلى الأبناء.
و في عام 1866 استطاع مندل توضيح نتائجه التي جمعها في السنوات السابقة، ولكنها أهملت حتى بداية عام 1900 حين اكتشف العلماء أهمية تلك التجارب بعد وفاته. وقد عمل مندل في وقت لم تكن الصبغيات أو انقسام الخلايا قد عرفت بعد، ومع ذلك فقد أعطى تفسيرات تتطابق مع ما يتوافر حالياً من معلومات عن آلية التوارث، وقد استخدم مندل نبات البازلاء في تجاربه.

## اختيار مندل لنبات البازلاء
اختار مندل لنبتة البازيلاء لأسباب عديدة:
1. الزهرة خنثى، وهي من نوع Pisum sativum. إن هذا التركيب يتيح إجراء عمليتي التلقيح الذاتي عن طريق تغطية الأزهار بأكياس من الحرير، كما يتيح إجراء عملية التلقيح الخلطي بإزالة المتوك قبل أنفتاحها وتزويد ميسم الزهرة بحبوب لقاح من نبات آخر باستخدام ريشة ألوان.
2. وجود عدة أنواع من ازواج الصفات الوراثية المتضادة التي يمكن ويسهل ملاحظتها ودراستها. فمثلا تكون البذور مجعدة أو ملساء، وتكون السيقان طويلة أو قصيرة والقرون خضراء أو صفراء.
3. قصر دورة حياة هذه النبتة، مما مكّن مندل من الحصول على النتائج بشكل سريع.
4. سهولة زراعة نبات البازلاء وجمع بذوره.
5. إنتاج النبات اعداد كبيرة من الافراد في الجيل الواحد.
6. سهولة تلقيح النبات صناعيا (بواسطة الإنسان).

## قوانين مندل
لخص مندل اكتشافاته في قانونين: قانون الفصل، وقانون التوزيع المستقل.

### قانون انعزال الصفات (القانون الأول)
قانون الفصل ينص على أن كل فرد يحمل زوجاً من الألائل(أشكال مختلفة من الجينات) لكل سمة. وكل من الأبوين يورث عشوائياً أحد الأليلين لنسله، فيحصل النسل على زوج خاص من الألائل (أليل من كل من الأبوين). الأليل السائد من بين الأليلين هو الذي يحدد كيفية ظهور السمة في النسل (مثل لون النبتة، لون فراء الحيوان، لون عيني الشخص).

### قانون التوزيع الحر (القانون الثاني)
قانون التوزيع الحر، المعروف أيضا بقانون الوراثة، ينص على أن الجينات المنفصلة للسمات المنفصلة تورث من الوالدين إلى النسل بشكل مستقل عن بعضها البعض. أي أن اختيار أليل معين من بين الأليلين ليتم توريثه لسمة معينة لا يؤثر على اختيار أي أليل آخر لأي سمة أخرى ليتم توريثه. أي أنه، على سبيل المثال، لا تمت علاقة بين لون القط وطول ذيله. وفي الحقيقة هذا القانون ينطبق فقط على الجينات غير المرتبطة ببعضها البعض.

## تجارب مندل
إتبع مندل المنهج العلمي في البحث والتجريب، ولتوضيح تجاربه:
1. زرع مندل عدداً من بذور البازيلاء أزهارها أرجوانية اللون، وترك كل منها تلقح ذاتيا للحصول على سلالة نقية للصفة. ثم قام بإجراء التلقيح الخلطي، حيث نقل حبوب لقاح من متك نبات أرجواني الأزهار إلى مياسم نبات أبيض الأزهار، ثم عكس العملية وسمي هذين النباتين بالآباء P. وقد ضمن عملية التلقيح الخلطي بقطع أسدية النبات المنقول إليه حبوب اللقاح.
2. زرع البذور الناتجة من النباتات السابقة، فنمت هذه البذور، ووجد أن النباتات جميعها أفرد الجيل الأول F1، وكانت أرجوانية الأزهار.
3. لمعرفة ما حصل لصفة اللون الأبيض للأزهار، زرع بذور نباتات الجيل الأول، وسمح لها بالتلقيح الذاتي، فحصل على 3/4 الجيل الناتج أزهارها أرجوانية، والـ 1/4 الباقي أزهارها بيضاء، بنسبة عددية تقارب 3 أرجوانية: 1 بيضاء، وسميت النباتات الناتجة بأفراد الجيل الثاني F2.
4. قام مندل بإعادة الخطوات السابقة على الصفات الستة الأخرى، مثل لون القرون، وطول الساق، ولون البذور، إلخ. وكان يحصل على نتائج مماثلة في كل حالة بالنسبة لأفراد الجيل الأول، والثاني، حيث كان يظهر في كل مرة صفة لأحد الأبوين في الجيل الأول وتختفي في الجيل الثاني. وسمّى الصفة التي تظهر بالصفة السائدة والصفة التي اختفت بالصفة المتنحية.

### كيف فسر مندل هذه النتائج؟
وضع مندل مجموعة من مجموعة من الفرضيات لتفسير النتائج التي توصل إليها:
1. افترض مندل أن من يجعل نبات البازيلاء أرجواني الأزهار أو أبيض الأزهار يعتمد على عوامل داخلية، سمّاها العوامل الوراثية، وهذه العوامل بالمفهوم المعاصر هي الجينات التي تحملها الكروموسومات.
2. الصفة الوراثية التي يحددها عاملان (جينان) على الزوج الصبغي المتماثل، ورمز مندل للعامل السائد بحرف كبير، وللعامل المتنحي بحرف صغير، وعندما يكون هذان العاملان متشابهين فيقال عندها: إن الصفة متماثلة الجينات (نقية)، وعندما يكونان متخالفين يقال عندها إن الصفة الوراثية غير متماثلة الجينات (غير نقية).
3. عند إنتاج الغاميتات (حبوب اللقاح والبويضات) فإن العاملين الوراثيين في كل زوج من العوامل يجب أن ينفصلا بحيث يحتوي العرس (Gamete)الواحد على عامل واحد لكل صفة. فإذا رمزنا للون الأزهار الأرجواني نقي الصفة بالحرفين PP فإن الاعراس تحتوي على عامل واحد فقط P أو p.

| نتائج مندل على وراثة صفة لون الأزهار في نبات البازيلاء | نتائج مندل على وراثة صفة لون الأزهار في نبات البازيلاء |
| ------------------------------------------------------ | ------------------------------------------------------ |
| الأزهار أرجوانية (نقية) × الأزهار البيضاء              | الطرز الشكلة للآباء P1                                 |
| PP × pp                                                | الطرز الجينية لللآباء P1 (انقسام منصف ↓)               |
| P,P × p,p                                              | الجاميتات                                              |
| Pp                                                     | الطرز الجينية لأفراد F1                                |

(تلقيح ذاتي لأفراد الجيل الأول)
| نتائج مندل على وراثة صفة لون الأزهار في نبات البازيلاء | نتائج مندل على وراثة صفة لون الأزهار في نبات البازيلاء |
| ------------------------------------------------------ | ------------------------------------------------------ |
| Pp × Pp                                                | P2(انقسام منصف ↓)                                      |
| PP × pp                                                | الطرز الجينية لللآباء P1 (انقسام منصف ↓)               |
| P,p × P,p                                              | الغاميتات                                              |
| PP, Pp, Pp, pp                                         | الطرز الجينية لأفراد F2                                |
| بيضاء == 25% = 1 : أرجونية = 75% == 3                  | نسبة الأفراد الناتجة                                   |

إن هذه الفروض قادات إلى قانون مندل الأول في الوراثة الذي يسمى قانون انعزال الصفات. وينص على: 
«زوج العوامل (الجينات) المتقابلة تنفصل عند تكوين الغاميتات في عملية الانقسام الانتصافي.»
و ربما يتسائل البعض عن سبب إعطاء الرمز P في تجربة مندل لجين اللون الأرجواني للأزهار، والمرمز p لجين اللون الأبيض؟ لاحظ أن نباتات الجيل الأول ظهرت في تجربة مندل أرجوانية الأزهار على الرغم من الطراز الجيني لهذه الصفة Pp، وهذا يعني أن جين اللون الأرجواني لزهرة البازلاء P قد ستر وأختفي أثر جين اللون الأبيض، لذا يسمى الجين السائد، أما جين اللون الأبيض p الذي اختفى أثره عند التقائه مع الجين السائد فيسمى بالجين المتنحي.
و يلاحظ مما سبق أن الصفة الواحدة في نبات البازلاء يحددها زوج من الجينات، وهو الحال في عدد كبير من الصفات في كائنات حية أخرى. ولكن قد تتحدد بعض الصفات بأكثر من زوج من الجينات، كما في صفة الطول لدى الإنسان.

## الصبغيات والعوامل الوراثية
عندما تم اختراع المجاهر المتقدمة الذي جاء ذلك بعد موت مندل، أصبح بالإمكان مشاهدة محتويات النواة بما فيها من صبغيات، وتم دراسة سلوك الصبغيات خلال الانقسام الانتصافي، الذي قاد إلى استنتاج بأن هذه الصبغيات تعمل العوامل الوراثية التي وصفها مندل في تجاربه، حيث وجد أن:
- العوامل الوراثية تكون في أزواج، وكذلك نجد أن الصبغيات تكون في أزواج متماثلة في المرحلة الأولى من الانقسام الانتصافي.
- العوامل الوراثية تنفصل عن بعضها عند تكوين الأعراس بحيث يحتوي العرس على عامل واحد فقط من زوج العوامل، وكذلك الأعراس تحتوي على نصف العدد الأصيل من الصبغيات فالصبغيات المتماثلة تنفصل خلال عملية الانقسام المنصف.
- عدد العوامل الوراثية وكذلك عدد الصبغيات يعود للاكتمال عند حدوث الإخصاب، أي عند اتحاد العرس الذكري والعرسالأنثوي.

إن هذه الأمور الثلاثة برهنت أن الصبغيات تتصرف كالعوامل الوراثية التي وصفها مندل. وقد تبين للعلماء بعد ذلك أن هذه الصبغيات تحوي الكثير من العوامل التي سميت بالجينات. ويعد الجين
وحدة وراثية، وبشكل جزءاً من الـ حمض نووي ريبوزي منقوص الأكسجين، ويكون مسؤولاً عن صفة وراثية معينة.